# Amiralitet
Amiralitet är en myndighet som handlägger ett lands sjöförsvarärenden, med personal som innehar flaggmans (generalspersons) tjänstegrad. I vissa länder till exempel Storbritannien är amiralitetet (engelska: admiralty) det högsta beslutande styrelseorganet för marinen, en motsvarighet i princip till den svenska marinledningen. 1617–1634 hade svenska flottans överstyrelse detta namn.
Förste amiralitetslord (eng. First Lord of the Admiralty), titel avseende den brittiske sjöförsvarsministern.